# دور الرعاية في السعودية
دار الرعاية هي مؤسسة اجتماعية تتبع وزارة الموارد البشرية والتنمية الاجتماعية، تنظم لائحة دور الرعاية الاجتماعية شؤونها.

## رعاية الأيتام الذكور
- دار الأيتام في المدينة المنورة(1934م-1352هـ):

تعد دار التربية في المدينة المنورة أول دار تنشأ في المملكة العربية السعودية لرعاية الأيتام، ولقد افتتحت الدار في محرم عام 1352هـ وسميت (دار أيتام الحرمين الشريفين والصنائع الوطنية) وحددت أهدافها بما يلي:
1. إيواء أبناء البادية والمدينة والأيتام والفقراء.
2. تعليم التلاميذ وتدريسهم حسب منهج المرحلة الابتدائية.
3. إكساب التلاميذ نوعاً من الصناعات الرائجة.
4. تحفيظ الراغبين منهم القرآن الكريم.

وقد بلغ عدد طلاب الدار عند تأسيسها 150 طالباً، وقد تنقلت الدار في أكثر من مبنى حتى انتقلت إلى بيت أكبر لآل أبي عزة في منطقة باب المجيدي، وقام بافتتاح هذا المقر رسمياً وكيل أمير المدينة المنورة ناصر السديري.
- دار الأيتام في مكة المكرمة(1936م-1355هـ):

تعد دار الأيتام في مكة المكرمة الدار الثانية من حيث النشأة في المملكة العربية السعودية من قبل صاحب الفكرة الأستاذ (مهدي بك المصلح) مدير الأمن العام ونشر مقالاً في صحيفة أم القرى يوضح فكرته وصدرت الموافقة الملكية على تكوين هيئة من أعيان مكة للمشاركة مع الأستاذ مهدي في عملية إنشاء الدار وفق نظم وأهداف قيّمة للعناية بالأيتام وتنشئتهم النشأة الصالحة لخدمة أنفسهم ودينهم ووطنهم في المستقبل مع توفير المأكل والمشرب والملبس، واستمرت الدار في تقديم الرعاية لأيتام البلاد ثم انضمت إلى وزارة العمل والشؤون الاجتماعية، وقد بدأت الدار باستقبال الأيتام مع بداية شهر شوال من عام 1355هـ في بيتٍ صغير مستأجر بحي أجياد بمكة المكرمة، وقد بلغ عددهم في السنة الأولى قرابة 50 يتيماً، وقد تلقت الدار مساعدات من الملك عبدالعزيز وولي عهده آنذاك الأمير سعود بن عبدالعزيز ونائب جلالته بالحجاز الأمير فيصل بن عبدالعزيز، وقد قام الملك عبد العزيز بافتتاح الدار يوم الأثنين 3/ 12 /1357هـ، وكانت لهُ عادة سنوية حين يقدم إلى مكة لأداء فريضة الحج يقوم بزيارة الدار؛ فقد زارها عام 1357هـ حين افتُتح المبنى الجديد للدار، ثم زارها مرةً أخرى عام 1359هـ لافتتاح الدور الثالث بالمبنى نفسه، وقد سار على دربه ابنه سعود، وقد بلغ من تشجيع الملك عبد العزيز للأعمال الخيرية أن منح مهدي بك لقب (المصلح) عام 1357هـ، وقد استمرت الدار بعملها حتى انضمت للرئاسة العامة لدور الأيتام، ثم إلى وزارة العمل والشئون الاجتماعية كغيرها من دور الأيتام الأخرى.
- دار الأيتام بالرياض (1938م-1357هـ):

بدأت هذه الدار بمبادرة من الأمير منصور بن عبد العزيز آل سعود حين قام بإنشاء أول مدرسة نظامية عامة وألحق بها غرفة خاصة بالأيتام، وتم اتخاذ نظام تعليمي جديد بتقسيم الطلاب إلى مستويات وإضافة مواد تعليمية مع تعليمهم القرآن والقراءة وحرص مسئولو الدار على وجود دروس صناعية وتدريبية للأيتام، وقد بدأت هذه الدار في عام 1357هـ، وقد رأى الأمير منصور ضرورة التوسع في مبناها، وبالفعل أمر الملك عبد العزيز بإنشاء مبنى خاص بها، وانتقلوا إليه مع بداية عام 1363هـ، وافتتحها ولي العهد آنذاك سعود بن عبد العزيز ، وقد كانت الدراسة تتم كما هو الحال في دور الأيتام السابقة الذكر، واستمر نظامها حتى بعد انضمامها إلى الرئاسة العامة لدور الأيتام عام 1375هـ، وفي عام 1382هـ تم تحويل طلاب دور الأيتام إلى الدراسة في المدارس الخارجية تحقيقاً لإزالة الفوارق الاجتماعية.

## رعاية اليتيمات
تقدم مهدي بك المصلح منشئ دار الأيتام في مكة باقتراح إلى الملك عبد العزيز يشرح له نجاح دار الأيتام والإذن بفتح دار لليتيمات، وتبنى الملك فيصل مشروعاً خاصاً باليتيمات يقام في مدينة جدة وبإشراف شخصي من حرمه الأميرة (عفت).
- دار الحنان في جدة (1955م-1375هـ):

تعد دار الحنان أول دار تقام لرعاية اليتيمات في المملكة العربية السعودية سميت دار الحنان اشتقاقاً من هدفها الأصلي وهو رعاية الفتيات اليتيمات وغمرهن بالحنان الأسري الذي فقده اليتيم، وتقوم بالإشراف عليها الأميرة (عفت) ومجموعة من السيدات الثقات، وكان الهدف من انشائها هو تقديم التعليم الجيد للطالبات اليتيمات وتدريبهن ثقافياً بتثقيفهن ثقافة إسلامية صحيحة، ومهنياً يلائم طبيعة الفتاة المسلمة كالخياطة، والتطريز، وأشغال الأبرة، والتمريض، وأصول رعاية الطفل، وقد بدأت الدار باستقبالهن في عام 1357هـ في مبنى مستأجر عبارة عن مبنيين صغيرين يقعان على طريق المطار في حي الكندرة بجدة، وبعد مضي ثمان سنوات أي في عام 1383هـ تبرع إبراهيم شاكر بالمبنى الجديد، وقد أمتازت الدار بثلاثة مزايا: وجود قسم داخلي للفتيات اليتيمات، ووجود مركز للتدريب المهني والتعليم المستمر، وكثافة الأنشطة غير المنهجية، حيث يوجد العديد من الأنشطة خارج نظام التعليم.
- مبرة الكريمات بالرياض(1956م-1376هـ):

تعد هذه المبرة أول دار لليتيمات بالرياض والثانية على مستوى المملكة ويعود سبب تسميتها بهذا الاسم نسبة إلى القائمات على إنشائها والإشراف عليها وهن كريمات الملك سعود الأميرة حصة، وموضي، ونورة، وقد افتتحها والدهن ولي العهد آنذاك الأمير سعود عصر يوم الثلاثاء 7/ 8/ 1376هـ، وتهدف المبرة إلى رعاية وإنشاء اليتيمات النشأة الصالحة وتعليميهن القرآن وإدارة المنزل والتربية، وفي عام 1385هـ ضُمت مدرسة المبرة إلى الرئاسة العامة لتعليم البنات، وأصبحت تُشرف عليها إشرافاً كاملاً حيث أصبح اسمها المدرسة السادسة عشر بحي المربع.